# معدل الرسملة
معدل الرسملة (أو "معدل الحد الأقصى") هو مقياس تقييم عقارات يستخدم لمقارنة الاستثمارات العقارية المختلفة. على الرغم من وجود العديد من الاختلافات، غالباً ما يتم حساب معدل الفائدة كنسبة بين صافي إيرادات التشغيل الناتجة عن الأصل والتكلفة الرأسمالية الأصلية (السعر المدفوع لشراء الأصل) أو بدلاً من قيمته السوقية الحالية.

## الصيغة الأساسية
يتم حساب المعدل بطريقة بسيطة على النحو التالي:

## أمثلة توضيحية
على سبيل المثال، إذا تم شراء مبنى مقابل سعر بيع قدره 1.000.000 دولار أمريكي وينتج مبلغ 100.000 دولار في صافي إيرادات التشغيل (المبلغ الذي يتم تركه بعد أن يتم خصم التكاليف الثابتة والتكاليف المتغيرة من إجمالي إيرادات الإيجار) خلال عام واحد، عندئذ:
- 100.000 دولار / 1.000.000 دولار = 0.10 = 10٪

معدل رسملة الأصول هو عشرة بالمائة؛ يتم دفع عُشر تكلفة المبنى من خلال صافي أرباح العام.
إذا اشترى المالك المبنى منذ عشرين عامًا مقابل 200.000 دولار، فإن سعر الفائدة عليه هو
- 100.000 دولار / 200.000 دولار = 0.50 = 50٪.

ومع ذلك، يجب على المستثمر أن يأخذ في عين الاعتبار تكلفة الفرصة البديلة للحفاظ على أمواله مرتبطة في هذا الاستثمار. فمن خلال الحفاظ على هذا المبنى، فإنه يخسر فرصة استثمار 1.000.000 دولار (عن طريق بيع المبنى بقيمة السوق واستثمار العائدات)، وكما هو موضح أعلاه، إذا كان المبنى الذي يساوي مليون دولار يجلب صافي مائة ألف دولار في السنة، فإن معدل الحد الأقصى هو عشرة بالمائة، ويجب استخدام القيمة الحالية للاستثمار، وليس الاستثمار الأولي الفعلي، في حساب معدل الفائدة، وهكذا، بالنسبة لمالك المبنى الذي اشتراه منذ عشرين عامًا مقابل 200 ألف دولار، فإن معدل الفائدة الحقيقي هو عشرة بالمائة، وليس خمسين بالمائة، ولديه مليون دولار مستثمر، وليس مائتي ألف.
وكمثال آخر على سبب استخدام القيمة الحالية، يجب النظر في حالة المبنى الذي يتم تسليمه (كميراث أو هدية خيرية)، ويقسم المالك الجديد صافي دخله السنوي بتكلفته الأولية، على سبيل المثال،
- $ 100,000 (دخل) / 0 (تكلفة) = غير محدد

أي شخص يستثمر أي مبلغ من المال بسعر عائد غير محدد بسرعة كبيرة لديه عائد غير محدد على استثماره.
نرى من هذا أنه مع زيادة قيمة الأصول، يجب أيضًا زيادة مبلغ الدخل الذي تحققه (بنفس المعدل)، من أجل الحفاظ على معدل الحد الأقصى.

## الاستخدام في التقييم
في الاستثمار العقاري، غالبا ما يتم تقييم الممتلكات العقارية وفقا لمعدلات الرسملة المتوقعة المستخدمة كمعيار للاستثمار، ويتم ذلك عن طريق التلاعب الجبري للصيغة أدناه:
- تكلفة رأس المال (سعر الأصل) = صافي الدخل التشغيلي / معدل الرسملة

على سبيل المثال، عند تقييم سعر البيع المتوقع لمبنى سكني ينتج إيرادات تشغيل صافية قدرها 10.000 دولار، إذا قمنا بتعيين معدل رسملة مسقطة بنسبة 7٪، فإن قيمة الأصل (أو السعر الذي سنقوم بدفعه لامتلاكه) هو $ 8,857 $ ( 142,857 = 10,000 / .07).
وغالبًا ما يشار إلى هذا باسم الرسملة المباشرة، ويستخدم عادة لتقييم الممتلكات المدرة للدخل في التقييم العقاري. 

### التدفق النقدي المحدد
يتم احتساب معدل الرسملة باستخدام مقياس التدفق النقدي يسمى صافي إيرادات التشغيل (NOI) وليس صافي الدخل. بشكل عام، يتم تعريف صافي إيرادات التشغيل كدخل (أرباح) قبل الإهلاك ونفقات الفائدة:
- صافي الدخل التشغيلي (NOI) = صافي الدخل - مصروفات التشغيل (بمعنى آخر: عمليات شطب الضرائب. لا يتم احتساب الإهلاك أو فوائد الرهن العقاري في صافي الدخل التشغيلي) ؛ بينما التدفق النقدي = صافي دخل التشغيل (NOI) - خدمة الديون

يتم استبعاد الاستهلاك في المعنى الضريبي والمحاسبي من تقييم الأصل، لأنه لا يؤثر بشكل مباشر على النقد الناتج عن الأصل. للوصول إلى تعريف أكثر دقة وواقعية، سيتم تضمين مصاريف الصيانة السنوية أو النفقات الرأسمالية التقديرية في المصاريف غير المتعلقة بالفائدة.
على الرغم من أن صافي الدخل التشغيلي هو الرقم المقبول بشكل عام والمستخدم لحساب معدلات الحد الأقصى (يتم تجاهل التمويل والاستهلاك)، غالباً ما يشار إليها تحت شروط مختلفة، بما في ذلك الدخل البسيط.

## الاستخدام في المقارنة
توفر معدلات الرسملة، أو معدلات الحد الأقصى، أداة للمستثمرين لاستخدامها لتقدير قيمة العقار تقريبًا استنادًا إلى صافي دخل التشغيل. على سبيل المثال، إذا كان الاستثمار العقاري يوفر 160.000 دولارًا سنويًا في صافي الدخل التشغيلي وتم بيع العقارات المماثلة وفقًا لمعدل 8٪، يمكن تقدير قيمة العقار موضوعًا بقيمة 2.000.000 دولار أمريكي تقريبًا، وذلك لأن مبلغ 160.000 مقسومًا بنسبة 8٪ (0.08) يساوي 2.000.000 دولار. إن معدل الفائدة المرتفع نسبياً للعقارات قد يشير إلى مخاطر أكبر مرتبطة بالاستثمار (انخفاض الطلب على المنتج، والقيمة المقابلة)، ونسبة الحد الأدنى نسبياً للممتلكات قد تشير إلى مخاطر أقل (زيادة الطلب على المنتج). تشمل بعض العوامل التي يتم اعتبارها في تقييم المخاطر الجدارة الائتمانية للمستأجر، ومدة التأجير، وجودة وموقع العقار، والتقلبات العامة للسوق.

## التغيير في قيمة الأصول
إن معدل الحد الأقصى يعترف فقط بالتدفقات النقدية التي ينتجها الاستثمار العقاري وليس التغير في قيمة العقار.
للحصول على معدل العائد غير المستثمر على الاستثمار، يضيف المستثمر العقاري (أو ينقص) نسبة تغير السعر من معدل الحد الأقصى. على سبيل المثال، توفر خاصية تحقق نسبة 8٪ من الرسملة، أو معدل الحد الأقصى، التي تزيد قيمتها بنسبة 2٪ معدل عائد إجمالي يبلغ 10٪. يعتمد معدل العائد الفعلي المحقق على مقدار الأموال المقترضة، أو التأثير، المستخدم لشراء الأصل.

## وصلات خارجية
- Visulate Property Investment Worksheet
- Historical Cap rate index for several categories of real-estate
- Vacancy and Cap rate
- Exit Cap rate Formula